# Ciudad deportiva de Abegondo
La Ciudad Deportiva de Abegondo (en gallego Cidade Deportiva de Abegondo), también conocida como El Mundo del Fútbol, es un complejo deportivo del Real Club Deportivo de La Coruña, inaugurado el 1 de mayo de 2003.
Se encuentra en el municipio de Abegondo, a 25 km de la ciudad de La Coruña. Con una superficie de 90.000 m², acoge los entrenamientos del primer, segundo equipo y los equipos inferiores del club tanto en categoría masculina como en femenina.

## Instalaciones
El complejo consta de un edificio principal que alberga los vestuarios, oficinas y cafetería y que sirve, a su vez, de graderío, con capacidad para más de 1.500 personas hacia el campo principal y otras 500 personas en la parte posterior, orientado al campo de césped artificial. En la planta superior del edificio se ubican las oficinas, sala de prensa, cafetería y aseos de público. La planta inferior alberga los vestuarios, almacenes y cuartos de instalaciones. Dispone de cerca de 9.000 metros cuadrados de aparcamientos y zona de servicios.

## Campos
- 7 campos de césped natural de medidas prácticamente iguales a Riazor (105x65 metros).
- 1 campo de césped artificial de última generación del tamaño de Riazor (105x61 metros).
- 6 campos de césped natural de fútbol 7 (50x30 metros).
- Más de 16 000 metros cuadrados de campos auxiliares de césped natural.

## Datos generales
Dirección: 
Agra de Marces, San Tirso de Mabegondo,
15318 Abegondo (La Coruña)

## Ubicación y accesos
La Ciudad Deportiva de Abegondo está situada a 25 km de la ciudad de La Coruña, en la parroquia de San Tirso de Mabegondo, en el municipio de Abegondo. Se ubica junto a la autovía A-6 y se accede a ella tomando la salida 573.